# Нефертити
Нефертити,, Нефертитис, Нефретете или Нофретете (око 1370 – око 1330. пне) била је жена египатског фараона Ехнатона IV (Акхенатона). Њено име приближно значи „лепотица је стигла“. Иако је једна од најпопуларнијих личности Старог Египта, данас је од ње сачувано веома мало предмета, од којих је најпознатија њена биста, која се чува у музеју у Берлину. У историји је упамћена по верској реформи, коју је спровела у Египту заједно са својим мужем, фараоном Ехнатоном IV. Са супругом је владала оним што је вероватно најбогатији период историје древног Египта. Неки научници сматрају да је Нефертити владала кратко као Нефернеферуатен након смрти њеног супруга и пре приступања престола Тутанкамону, мада је та идентификација ствар текуће расправе. Ако је Нефертити владала ка фараон, њена владавина је обележена падом Амарне и пресељењем престонице у традиционални град Тебу.
Нефертити је имала много титула, укључујући наследна принцеза (iryt-p`t); велика од похвала (wrt-Hzwt); Дама милости (nbt-im3t), Сласт љубави (bnrt-mrwt); Дама из две земље (nbt-t3wy); главна краљева супруга, његова вољена (Hmt-nswt-‘3t mryt.f); велика краљева супруга, његова вољена (Hmt-nswt-wrt mryt.f), Дама свих жена (Hnwt-Hmwt-nbwt); и господарица Горњег и Доњег Египта (Hnwt-Shm’w-mhw). Док јој савремени египтолошки изговор даје име Нефертити, њено име је вероватно истовремено изговарано као Нафертјити.

## Породица
Не зна се много о њеном пореклу и њеним родитељима. Постоји много теорија, али је данас најзаступљенија она по којој је Нефертити ћерка египатског великодостојника Аја и Тадукипе, принцезе краљевства Митани. О њеном детињству се зна врло мало, па тако датум њеног венчања са Аменхотепом, касније Ахенатоном, као и датум њеног крунисања, нису познати. Ипак, зна се да краљевски пар није могао добити тако жељене синове, већ су имали чак шест ћерки:
Меритатон, Мекетатон, Анкесенамон (Тутанкамонова краљица), Неферуатон, Неферне и Сетепенре. Са сигурношћу се претпоставља да Нефертитиних шест кћери нису од истог оца. Неки научници верују да је Нефертити својим доласком на двор повела и своју полусестру Матноџмет, касније мајку краљице Нефертари, жене Рамзеса II.

## Лепотица је стигла
Нефертити постаје историјска личност од удаје за Ахенатона. Верује се да ју је на то место довела краљица Тиј, тадашња владарка Египта, а рођена сестра Нефертитиног оца Аја. Она је своју нећаку удала за свог сина, с намером да га ова одвоји од монотеизма. Међутим, Нефертити је ишла ка томе да учврсти свој положај главне супруге, баш тако што ће Ахенатону помагати у настојањима да Египат преведе на монотеистичку веру. Она и фараон су веровали у Атона, бога светлости и њему у част подигли нову престоницу - Амарну. За само три године сто хиљада техничара и радника изградили су храм, резиденције, олтаре и губилишта за животиње које су приносили на жртву, поплочали широке улице, посадили дрвеће и исклесали гробнице. Пресељење престонице из Тебе, која је била вековно седиште Египта било је равно револуцији. Свештеници, који су у најмању руку могли очекивати Мемфис као нову престоницу, били су више него изнервирани грађењем новог града усред пустиње. Нова религија, и нови владари, оставили су их без посла.

## Позна владавина
Након смрти Ахенатоновог оца, фараона Аменхотепа III, нови владари Египта селе се у Амарну. Предања кажу да фараон и његова краљица нису штедели на празновањима и прославама. У Амарни је одржавано сијасет религиозних обреда посвећених Атону.
Иако се против фараона дигло амоново свештенство, Египат је био водећа сила на Блиском истоку. Након смрти Мекетатон, Нефертити нестаје из египатске историје. (око 1335. године п. н. е.). Сматра се да је убијена од стране Ахенатонових противника. Постоји претпоставка да је Нефертити изненадно преминула, и да је њен муж забранио њено помињање јер је било превише болно за њега.

## Сахрана
Нефертитина сахрана је требало да буде спроведена у Краљевској гробници као што је наведено у граничним стелама. Могуће је да је недовршени анекс Краљевске гробнице био намењен њеној употреби. Међутим, с обзиром на то да је Ехнатон умро од ње, мало је вероватно да је икада била тамо сахрањена. Познато је да је за њу направљен један шабти. Недовршена гробница 29, која би била веома сличних димензија као Краљевска гробница да је завршена, највероватнији је кандидат за гробницу започету за Нефертитину ексклузивну употребу. С обзиром на то да нема гробну комору, она тамо није сахрањена.
Године 2015, енглески археолог Николас Ривс објавио је да је скенирање високе резолуције открило празнине иза зидова Тутанкамонове гробнице за коју је предложио да је гробна комора Нефертити, али каснија радарска скенирања су показала да нема скривених комора.

## Мумија
До данас није пронађена њена мумија већ само неколико комада накита са њеним именом испред гробнице Ахенатона. Могуће је да је сахрањена негде друго јер се 2004. појавило ново откриће. Наиме, било је пронађено неколико мумија у скривеној просторији једне гробнице, те се за једну мумију сматрало да би могла бити Нефертити. Није објашњено на који начин је ту доспела, нити ко ју је пренео.
Једна од две женске мумије пронађене у KV21 такође је предложена као тело Нефертити. ДНК анализа није дала довољно података да би се дефинитивно идентификовала, али је потврдила да је чланица краљевске лозе Осамнаесте династије. ЦТ-скенирање је показало да јој је у тренутку смрти било око 45 година; лева рука јој је била савијена над грудима у краљичиној пози. Могућа идентификација заснива се на њеној повезаности с мумијом која је прелиминарно идентифицирана као Анкесенамон. Претпоставља се да је као што су мајка и кћерка (Тије и млађа дама) затечене да леже заједно у KV35, исти случај био и са овим мумијама.

## Нефертитин траг у историји
Увид у лепоту ове краљице дало је једно од најпознатијих египатских драгоцености – биста краљице Нефертити. Ово је по оцени многих историчара уметности једно од најсавршенијих уметничких радова начињених пре нове ере. Биста се чува у Египатском музеју у Берлину. Не зна се како је дотле стигла, но сигурно је то да ју је Адолф Хитлер сврставао у своје лично благо, и да је египатску фараонку доживљавао као једног од својих идола. Сматра се да је до данас преживела зато што је постојала грешка у изради и никада није била изложена у храму. Ово су само претпоставке, јер је биста пронађена у радионици кипара са оштећењем левог уха.
Главни кипар, Тутмозис, није на овој скулптури израдио лево око. Претпоставке су да је Нефертити још за живота изгубила око, али је она често оспоравана. Око тога какви су прави разлози за то да скулптура нема око разни стручњаци нису били јединствени у својим мишљењима. Постоји веровање да је скулптура имала оба ока и да је једно испало током времена, као и мишљење да је то био резултат напада на њену личност. У научно популарној литератури постоји мишљење да је Ахенатон већ када се Нефертити за њега удала (када је имао 17 година) патио од сексуалних поремећаја, а према најновијим налазима из Амарне, Нефертити је била склона авантурама и питање је да ли се заљубила и у вајара Тутмозиса, док му је врло често седела као модел, и који је вероватно знао да је већ бројним мушкарцима поклонила своју наклоност док је њега одбила, па јој се на овакав начин осветио и унаказио своје дело тиме што га није завршио. 
Само један метар од овог дела нађено је и попрсје Ахенатона које је било разбијено и у крхотинама, што је могуће било у тренутку вајаревог беса. 
Нефертити и Ахенатон створили су нови стил у египатској уметности. Створили су нов правац, који је традиционалну египатску монументалност и превелику озбиљност, на нешто мање од сто година ставио на страну. У њиховој уметности (која није трајала ни сто година, а обележава се као уметност Амарне), човек се смеје, прави природне покрете, сликан је и вајан реално, онакав какав је у природи, а не идеализован и божански леп фараон, како се радило две хиљаде година пре њих. На основу тога се данас види да је Ахенатон имао извесне деформитете, и да, за разлику од своје супруге, уопште није био леп. Револуција у уметности, револуција у религији и веома неконвенционалан живот, учинили су овај пар највећим реформаторима Старог Египта.
Оно по чему ће Нефертити остати упамћена јесте њена легендарна лепота, која се често помиње. Западни историчари је због тога сврставају у три популарне египатске краљице (заједно са Хатшепсут и Клеопатром).
Са свега седамнаест година постала је владар, којег је волео цео Египат. У исто време била је и реформатор и јеретик. Пред крај свог живота дала је себи титулу Нефернеферуатен Нефертити, што значи све су савршене лепотице Атонове. Тиме се прогласила фараоном, и од тада је са жезлом и млатилом у рукама, била поштована као божанство. После њене и Ахенатонове смрти, Амарна је разграђена камен по камен.
Нефертити се више од три хиљаде година сматра једном од најлепших жена које су икада ходале светом.